# Olympische Sommerspiele 1984/Teilnehmer (Nicaragua)
| Gelbes Symbol für Goldmedaillen mit stilisierten Olympischen Ringen | Graues Symbol für Silbermedaillen mit stilisierten Olympischen Ringen | Braundes Symbol für Bronzemedaillen mit stilisierten Olympischen Ringen |
| ------------------------------------------------------------------- | --------------------------------------------------------------------- | ----------------------------------------------------------------------- |
| —                                                                   | —                                                                     | —                                                                       |

Nicaragua nahm an den Olympischen Sommerspielen 1984 in Los Angeles, USA, mit einer Delegation von fünf Sportlern (allesamt Männer) teil.

## Teilnehmer nach Sportarten

### Boxen
- Gustavo Cruz
Bantamgewicht: 1. Runde

- Omar Méndez
Leichtgewicht: 1. Runde

- Mario Centeno
Halbmittelgewicht: 1. Runde

### Gewichtheben
- Alfredo Palma
Federgewicht: 17. Platz

- Luis Salinas
1. Schwergewicht: DNF